# Marcin z Urzędowa

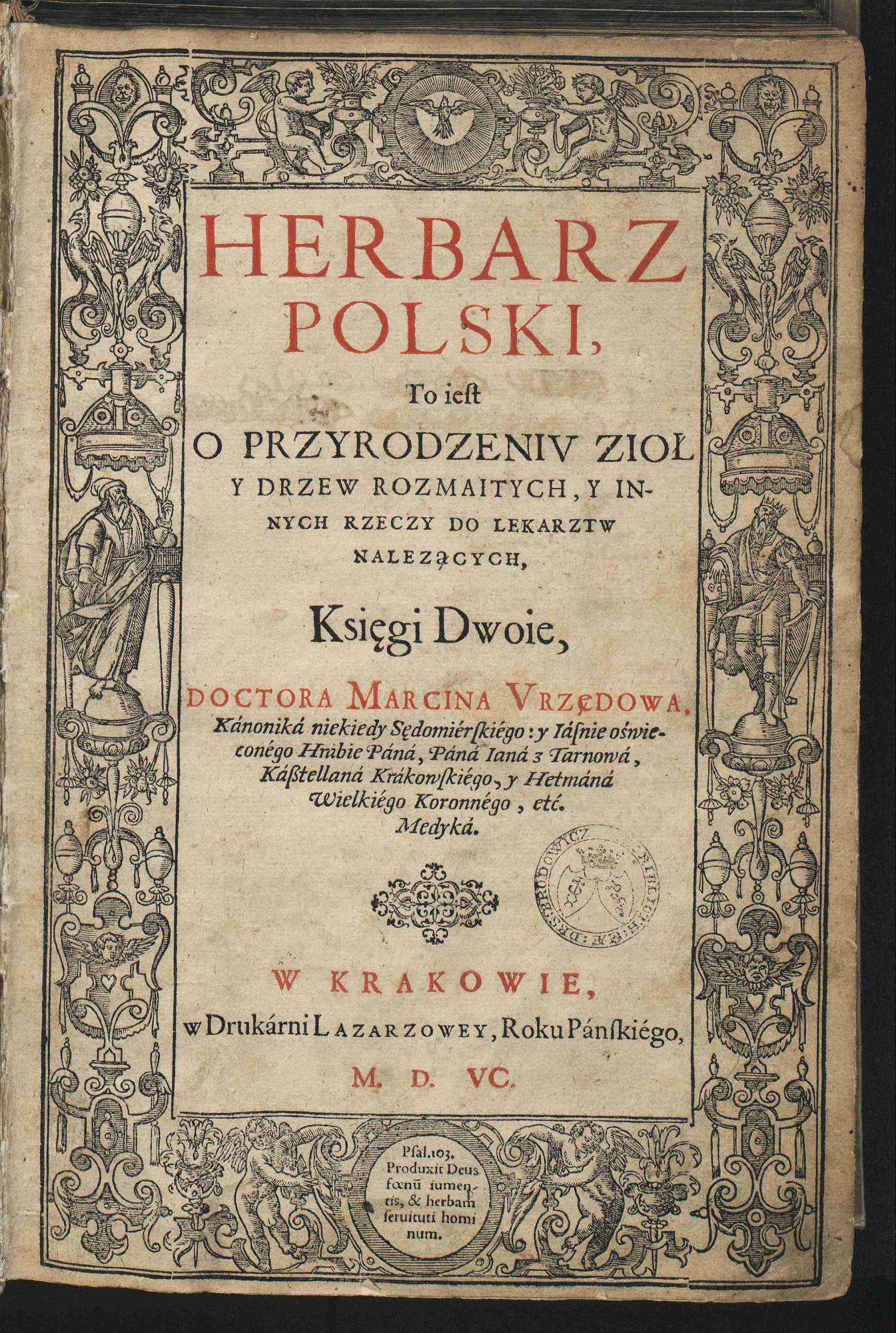
Strona tytułowa Herbarza Polskiego

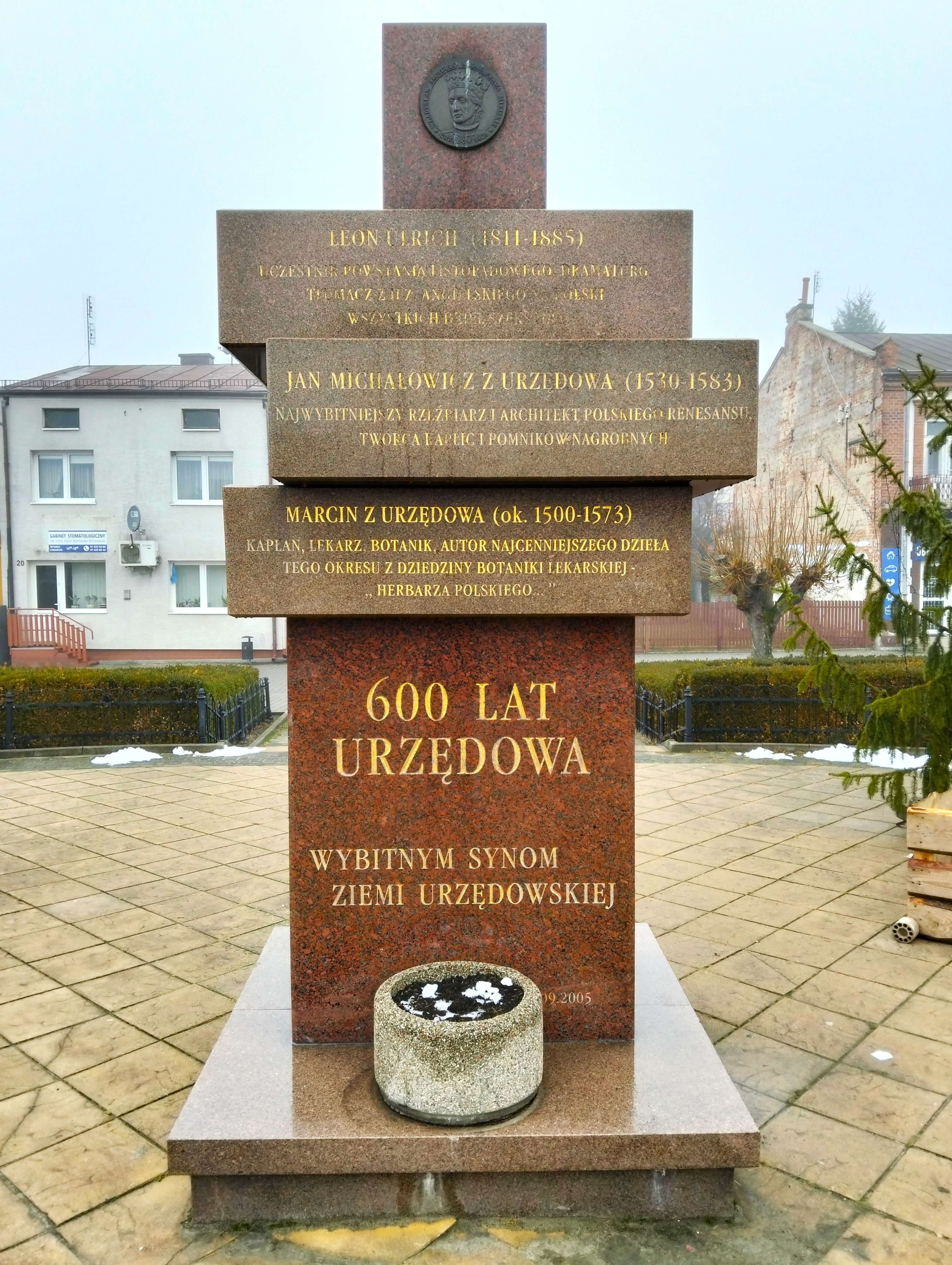
Pomnik "Wybitnym Synom Ziemi Urzędowskiej" w Urzędowie

Marcin z Urzędowa inna forma nazwiska: Urzędów, (ur. ok. 1500 w Urzędowie Lubelskim, zm. 22 czerwca 1573 w Sandomierzu) – polski botanik, zielarz, lekarz i ksiądz. 

## Życiorys
Syn mieszczanina Szymona. Studia (rozpoczęte w roku 1517) ukończył na Akademii Krakowskiej na Wydziale Nauk Wyzwolonych, gdzie został bakałarzem (1521), w następnych latach uzyskał tytuł magistra (1525) i docenta. Tam też wykładał przez niemal 10 lat (1525–1534). W roku 1529 został przełożonym Kolegium Mniejszego, a w roku 1532 pełnił funkcję dziekana wydziału. Podjął również naukę na kierunku medycyna. W tym celu w roku 1534 wyjechał do Padwy, gdzie w roku 1538 uzyskał stopień doktora medycyny. Podróżował po Węgrzech i Szwajcarii.
Po powrocie do Polski w 1544 roku otrzymał posadę proboszcza w Urzędowie oraz dodatkowo w Modliborzycach. W tym czasie został nadwornym lekarzem hetmana Jana Tarnowskiego. W roku 1563 zrezygnował z probostwa w Modliborzycach. W tym samym roku uzyskał godność kanonika w kolegiacie sandomierskiej. Prawdopodobnie był lekarzem sandomierskiego szpitala Św. Ducha. Zmarł w Sandomierzu, gdzie został pochowany w kaplicy kolegiaty sandomierskiej.

## Twórczość
Jako jeden z pierwszych napisał w latach 1543–1553 dzieło Herbarz Polski to jest o przyrodzeniu ziół i drzew rozmaitych i inszych rzeczy do lekarstw należących księgi dwoje. Ilustrowana encyklopedia z zakresu botaniki i medycyny została wydana dopiero po jego śmierci w Krakowie w roku 1595. Zawierała wiadomości z zakresu występujących w Polsce roślin, zwierząt i minerałów.

### Ważniejsze dzieła
- Herbarz polski, to jest o przyrodzeniu ziół i drzew rozmaitych, powst. 1543–1557, wyd. Kraków 1595, drukarnia Łazarzowa; fragm. Przedmowy do czytelnika przedr. W. Taszycki Obrońcy języka polskiego. Wiek XV – XVIII, Wrocław 1953, Biblioteka Narodowa, seria I, nr 146.

### Materiały
- Testament z roku 1573, ogł. J. Rostafiński Nasza literatura botaniczna XVI w., „Pamiętniki AU Wydział Matematyczno-Przyrodniczy”, t. 14 (1888) i odb., s. 54–56.